# Kanton Châlons-en-Champagne-1
Kanton Châlons-en-Champagne-1 (fr. Canton de Châlons-en-Champagne-1) je francouzský kanton v departementu Marne v regionu Champagne-Ardenne. Tvoří ho tři obce a část města Châlons-en-Champagne. Před reformou kantonů 2014 ho tvořila pouze část města Châlons-en-Champagne.

## Obce kantonu
- Compertrix
- Coolus
- Fagnières
- Châlons-en-Champagne (část)